# Кенди корн
Кенди корн (англ. candy corn) — конфета пирамидальной формы, обычно разделенная на три части разного цвета, с восковой текстурой и вкусом на основе меда, сахара, масла и ванили. Это основная сладость осеннего сезона и Хэллоуина в Северной Америке.
Традиционные цвета Кенди корна — желтый, оранжевый и белый — представляют цвета осеннего урожая.
Кенди корн имеет неоднозначную репутацию: в статьях её называют «самой спорной сладостью Хэллоуина» которые люди либо «любят», либо «ненавидят».

## Производство
Изначально конфеты делались вручную. Производители сначала смешали сахар, кукурузный сироп и воду и приготовили из них кашицу. Помадка была добавлена для текстуры, а зефир — для придания мягкости.
Рецепт аналогичен сегодняшнему. Метод производства, называемый «моделированием из кукурузного крахмала», также остался прежним, хотя задачи, первоначально выполняемые вручную, вскоре были заменены машинами, созданными для этой цели.

### Ингредиенты
Кенди корн состоит из сахара, кукурузного сиропа, соли, кунжутного масла, меда, искусственных ароматизаторов, пищевых красителей, желатина и кондитерской глазури. Кондитерская глазурь изготавливается из лаковой смолы, секрета насекомых.

## Продажи
По состоянию на 2016 год годовое производство в США составило 35 миллионов фунтов, или почти 9 миллиардов конфет.
Большая часть продаж Кукурузных конфет приходится на сезон Хэллоуина.